# Титановая губка

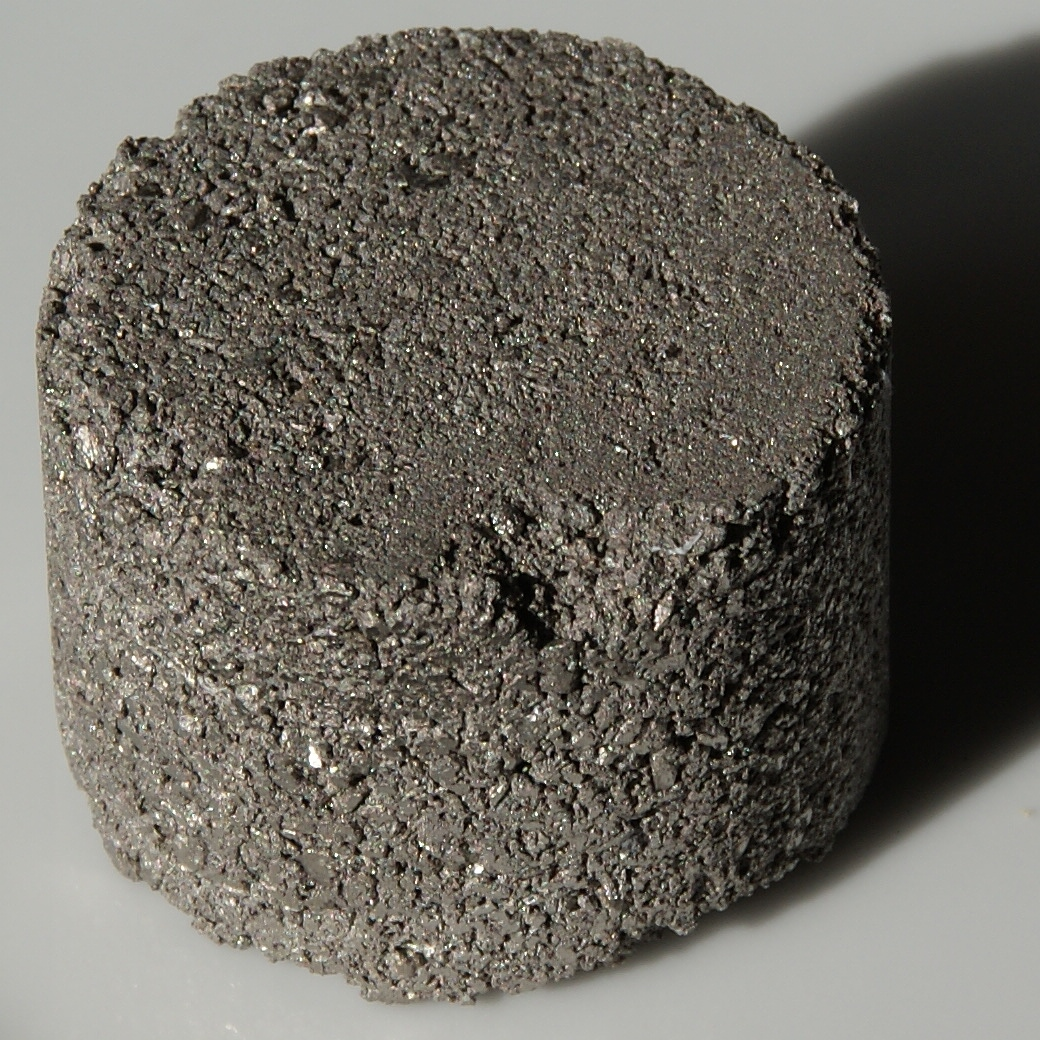
Прессованная титановая губка

Тита́новая гу́бка (или гу́бчатый тита́н) — первичный технический продукт промышленного производства титана методом магние- или натриетермии по процессу Кролла. Выделение элементарного титана из руды (ильменита или рутила) проходит в инертной атмосфере аргона путём реакции восстановления хлорида титана TiCl4 — магнием или натрием при высоких температурах в специальных устройствах реакторного типа. Пористая (губчатая) форма титана возникает в качестве первого результата обработки. После извлечения из реактора губка подвергается вакуумной перегонке для удаления примесей (MgCl2, а также излишков Mg) и превращения в титановый полуфабрикат.
Длительное хранение титановой губки дорого и опасно: металл химически активен, пористый материал окисляется и может возгораться в результате саморазогрева. При необходимости губчатый титан хранится в течение трёх лет в инертной (аргоновой или гелиевой) среде.

## История получения титана
Первые полторы сотни лет уникальные технические свойства титана были почти неизвестны, вследствие чего он не находил широкого практического применения в промышленности или в быту. Открытие диоксида титана (TiO2) произошло в 1790-х годах. Действуя почти одновременно и независимо друг от друга, англичанин Уильям Грегор и немецкий химик Мартин Клапрот пришли к выводу об открытии нового элемента. Уильям Грегор, анализируя состав магнитного железистого песка (Крид, Корнуолл, Англия, 1791), выделил новую «землю» (оксид) неизвестного металла, которую назвал «менакеновой». В 1795 году немецкий химик Клапрот открыл в минерале рутиле новый элемент и назвал его титаном.
Спустя два года Клапрот смог уточнить, что рутил и «менакеновая земля» — оксиды одного и того же элемента, за которым было удержано название «титан». Через 10 лет открытие титана повторилось в третий раз: французский учёный Луи Воклен обнаружил титан в анатазе и доказал, что рутил и анатаз — идентичные оксиды титана.
Подобные совпадения обусловлены, прежде всего, тем, что титан, вопреки совершенно необоснованной репутации «редкого металла», на самом деле относится к числу самых распространённых в земной коре химических элементов. В действительности только три металла ― алюминий, железо и магний ― встречаются в природе чаще, чем титан. Количество титана в земной коре в несколько раз превышает запасы меди, цинка, свинца, золота, серебра, платины, хрома, вольфрама, ртути, молибдена, висмута, сурьмы, никеля и олова, вместе взятых.
Между тем, никому (ни Грегору, ни Клапроту) не удалось получить элементарный титан из открытой ими «земли». Выделенный ими белый кристаллический порошок был двуокисью титана ТiO2. Только в 1823 году английский учёный Уильям Волластон опубликовал сенсационное сообщение, согласно которому кристаллы, обнаруженные им в металлургических шлаках завода «Мертир-Тидвиль», ― не что иное, как чистый титан. Спустя ещё 33 года известному немецкому химику Фридриху Вёлеру удалось доказать, что и эти кристаллы были опять-таки соединением титана, на этот раз ― карбонитридом, имевшим металлоподобный блеск.
Много лет считалось, что приоритет выделения металлического титана (в 1825 году) принадлежит маститому шведскому учёному Иенсу Якобу Берцелиусу, который впервые получил титан реакцией восстановления фтортитаната калия металлическим натрием. Однако сегодня, сравнивая известные свойства титана и исторического продукта, полученного Берцелиусом, можно с уверенностью утверждать, что президент Шведской Академии наук ошибался. Согласно его документальному описанию, выделенный им «чистый титан» не растворялся в плавиковой кислоте, между тем, сегодня известно, что это не так. В отличие от многих других кислот металлический титан активно реагирует с плавиковой кислотой.
На самом деле элементарный титан был впервые получен в 1875 году русским учёным Дмитрием Кириловым. Результаты проведённых работ были опубликованы в его самой известной брошюре «Исследования над титаном». Однако ранняя смерть учёного и скромность его характера привела к тому, что его работа осталась незамеченной. Ещё через 12 лет довольно чистый продукт ― около 95% титана ― получили соотечественники Берцелиуса, известные химики Л. Нильсон и О. Петерсон, проводившими восстановление четырёххлористого титана металлическим натрием в герметической стальной бомбе.
В 1895 г. французский химик А. Муассан, восстанавливая двуокись титана углеродом в дуговой печи и подвергая полученный материал двукратному рафинированию, получил титан, содержавший всего 2% примесей, в основном углерода. Наконец, в 1910 году американский химик М. Хантер, усовершенствовав способ Нильсона и Петерсона, сумел получить несколько граммов титана чистотой около 99%. Именно поэтому в большинстве книг приоритет получения металлического титана приписывается Хантеру, а не Кириллову, Нильсону или Муассану. И только в 1925 году голландцы  Антон ван Аркель и Ян де Бур разработали технологически пригодный термический способ очистки титана через разложение паров иодида титана TiI4, до сих пор сохранивший актуальность.
Между тем, все обсуждаемые проблемы находились в чисто научной области, не выходя за границы сугубо профессиональных задач фундаментальной химии. Вплоть до 1940 года титан не находил промышленного применения, пока люксембуржец Вильгельм Кролл не запатентовал простой магниетермический метод восстановления металлического титана из тетрахлорида. Этот метод, развивающий традиции алюмотермии и получивший название процесса Кролла, до настоящего времени остаётся одним из основных в промышленном получении титана.

## Химия и технология процесса

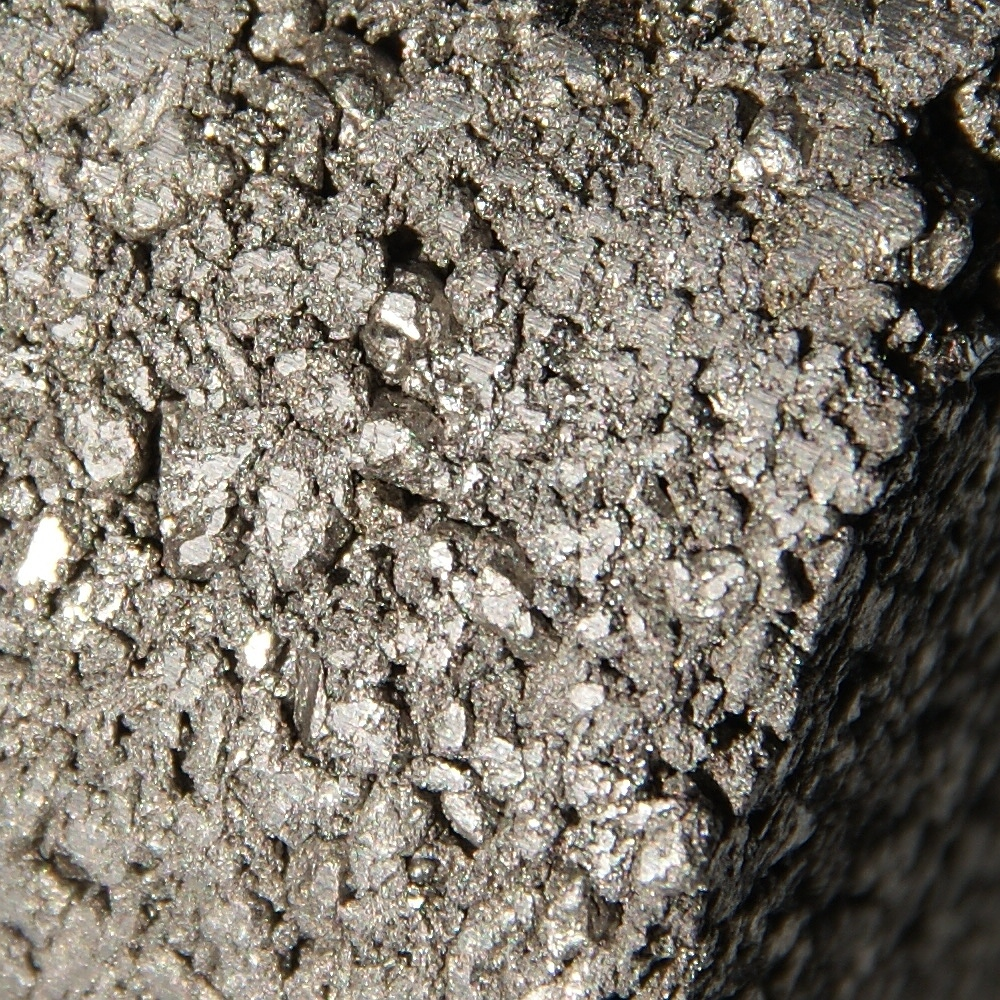
Титановая губка (ув.)

Вследствие высокой химической активности титана обычный способ выделения чистых металлов — через восстановление углеродом — оказался непригоден ввиду образования устойчивого карбида титана. Кроме того, при повышенных температурах металл активно реагировал с кислородом и азотом, образуя нитрид и оксид. Как раз ради преодоления этих препятствий Вильгельм Кролл разработал сравнительно дешёвый и технологичный способ восстановления титана.:том III:208
Первым этапом промышленного получения титана становится синтез четырёххлористого титана. Для этого руду или концентрат сначала переводят в диоксид титана ТiO2, белый порошок, который затем подвергают хлорированию. Однако даже при 800—1000°С хлорирование протекает медленно и неустойчиво. С достаточной для практических целей скоростью оно происходит в присутствии углерода (в виде угля), связывающего кислород и переводящего его, в основном, в СО.:628
В нормальных условиях четырёххлористый титан представляет собой жидкость с температурой кипения около 136° C. Разорвать химическую связь титана с хлором легче, чем с кислородом. Это можно сделать с помощью магния или, что применяется реже, натрия. Реакцию восстановления проводят в стальных реакторах, в инертной среде при температуре 900 °C. Чаще всего в качестве среды выступает технический аргон. В результате реакции образуется так называемая титановая губка (или губчатый титан), пропитанная хлоридом магния и излишками магния. Избыток Mg и MgCl2 удаляют возгонкой в герметичном вакуумном аппарате при 950°—1000 °C. Затем, используя электрическую дугу в атмосфере аргона или гелия, губчатый титан переплавляют в слитки, получая компактный ковкий металл.:том III:209
Технология натриетермического метода получения металлического губчатого титана, в принципе, мало чем отличается от магниетермического. Эти два метода шире всего применялись в промышленности во второй половине прошлого века — в зависимости от местных условий и доступности реагентов. В последнее время стал преобладать магниетермический способ, который в целом имеет репутацию более экономичного и удобного. В начале XXI века именно магний считается «незаменимым» восстановителем в производстве титановой губки.
Для получения особо чистого титана до сих пор используется иодидный метод, предложенный в 1925 году ван Аркелем и де Буром. Полученный металлотермическим способом губчатый титан переводят в иодид титана (TiI4), который затем возгоняют в вакууме, поместив на пути его паров раскалённую до 1400° C титановую проволоку. При этом иодид разлагается и на проволоке нарастает слой чистого титана. Этот метод производства особо чистого титана малопроизводителен и дорог, поэтому в промышленности он применяется крайне ограниченно.

## Промышленное производство
Экспериментальные работы по производству титановой губки, а также дальнейшей продукции, слитков и изделий из титановых сплавов начались в СССР на 5 лет позже, чем в США, в 1952—1953 годах. Промышленное производство решено было организовать в Запорожье и Верхней Салде Свердловской области. Цепочка связей была поделена между республиками. На Украине производили синтез губчатого титана, который перевозили на Верхнесалдинское металлургическое производственное объединение (ВСМПО), где к 1957 году началось промышленное освоение и производство титановых слитков, а затем — и изделий из титановых сплавов. Процесс налаживания технологии и отработки производственного цикла оказался чрезвычайно сложным, проходил через аварии, взрывы и пожары, что потребовало максимальной мобилизации сил и привлечения творческой энергии сотрудников.
К концу 1980-х годов в СССР функционировала отлаженная титановая цепочка, состоявшая из 4 заводов. Три титано-магниевых комбината (Запорожский, Усть-Каменогорский и Березниковский) поставляли титановую губку, загружая работой интенсивно развивающиеся производственные мощности ВСМПО, производившего титановый прокат, изделия и сплавы.